# 青雀斑灰蝶
青雀斑灰蝶（學名：Phengaris atroguttata），又名白灰蝶、淡青雀斑小灰蝶、淡青胡麻斑小灰蝶、淡青雀斑灰蝶、藍澤白灰蝶。

## 描述
本種具雌雄二型性，屬中大型灰蝶。雄蝶頭部與複眼被褐毛，額中央有白帶，觸角黑褐色帶白環，下唇鬚前伸，褐色但側面白，末節尖細。胸腹背側黑褐混藍，腹面白色。足白色，跗節帶褐紋，前足跗節癒合並向下尖彎。前翅長19-25 mm，呈三角形，後翅圓形。翅背面藍白色，泛藍金屬光澤，外緣至翅頂具明顯黑邊；中室末端具小黑紋，可透視腹面斑點。翅腹面白底，黑褐色斑點排列整齊，前翅中央斑列呈弧形，後翅中央斑列具明顯轉折，中室內外皆有同色斑，後翅基部亦具黑點。緣毛白，翅脈端褐色。
雌蝶體型與雄蝶相似，但前足跗節不癒合，翅背藍色鱗片範圍較窄，黑色斑紋與外緣黑邊更為明顯。

## 分佈
分布於華西及臺灣，臺灣個體僅見於高海拔山區。

## 棲地
棲息於常綠闊葉林，一年一代。成蝶飛行敏捷，會訪花；幼蟲初期以唇形科植物如疏花風輪菜、風輪菜、蜜蜂花及毛果延命草的花與花苞為食，後期（三至四齡）移居蓬萊家蟻及阿里山家蟻巢內，由螞蟻餵食或捕食螞蟻的幼蟲與蛹。

## 亞種
- Phengaris atroguttata atroguttata 分佈於印度西北部、中國西部及臺灣
- Phengaris atroguttata juenana （Forster, 1940） 雲南
- Phengaris atroguttata lampra （Röber, 1926） 緬甸北部
- Phengaris daitozana Wileman, 1911